# John Reynolds (homme politique, 1788-1865)
Pour les articles homonymes, voir John Reynolds et Reynolds.
John Reynolds (né le 26 février 1788 et décédé le 8 mai 1865), était un homme politique américain, membre du parti démocrate, qui fut gouverneur de l'Illinois de 1830 à 1834.

## Biographie
John Reynolds est né le 26 février 1788 dans le comté de Montgomery en Pennsylvanie. Sa famille déménage dans le Tennessee en 1789 et finit par s'installer à Kaskaskia en Illinois en 1800.
Après des études de droit, il se lance en politique en 1823 mais échoue à remporter l'élection au Sénat des États-Unis. Il est cependant élu à la Chambre des représentants de l'Illinois en 1827 puis gouverneur de l'Illinois de 1830 à 1834, date à laquelle il démissionne de son poste pour siéger à la Chambre des représentants des États-Unis où il sert de 1834 à 1837 puis de 1839 à 1843. Il sert ensuite de nouveau à la Chambre des représentants de l'Illinois de 1846 à 1852.
Il meurt le 8 mai 1865.